# Fujimi Fantasia Bunko
Fujimi Fantasia Bunko (富士見ファンタジア文庫?, Fujimi Fantajia Bunko) è un'etichetta editoriale giapponese appartenente alla Fujimi Shobō. L'azienda è stata fondata nel 1988 e produce light novel che mirano a un pubblico maschile di giovane età. Molte delle light novel pubblicate sotto questa etichetta sono state prima serializzate sulla rivista Dragon Magazine.

## Alcune light novel pubblicate dalla Fujimi Fantasia Bunko
- Armored Core: Fort Tower Song
- Black Blood Brothers
- Dai densetsu no yūsha no densetsu
- Dakara boku wa, H ga dekinai.
- Date A Live
- Densetsu no yūsha no densetsu
- Full Metal Panic!
- Full Metal Panic! Another
- Goshūshō-sama Ninomiya-kun
- Granblue Fantasy: Members Fate
- Grancrest senki
- Gamers!
- High School DxD
- Humming Bird - Ragazze con le ali
- I Got a Cheat Skill in Another World and Became Unrivaled in the Real World, Too
- Il club della magia!
- Il talismano
- Kantai Collection: Bonds of the Wings of Cranes
- Kaze no stigma
- Kimi to boku no saigo no senjō, aruiwa sekai ga hajimaru seisen
- Kore wa zombie desu ka?
- Kyōshirō to towa no sora
- Kūsen madōshi kōhosei no kyōkan
- L'irresponsabile capitano Tylor
- Lost Universe
- Maburaho
- Oda Nobuna no yabō
- Ore ga suki na no wa imōto dakedo imōto janai
- Majutsushi Orphen Haguretabi
- Majutsushi Orphen Mubouhen
- Patlabor
- Roku de nashi majutsu kōshi to akashic records
- Rune Soldier
- Saikin, imōto no yōsu ga chotto okashiin da ga
- Scrapped Princess
- Seitokai no ichizon
- Slayers
- Spy Classroom
- Tokyo Ravens
- VTuber Legend: How I Went Viral after Forgetting to Turn Off My Stream